# Zenón Fernández
Juan José Zenón Fernández (Villa de Santa Elena,San Luis Potosí; 1792 - Tampico, Tamaulipas; 28 de agosto de 1833) fue un militar mexicano. Nació en Villa de Santa Elena, conocida a partir de 1828 en su honor como Ciudad Fernández, San Luis Potosí.
Durante la Rebelión de Felipe de la Garza y con el grado de brigadier fue enviado con poca fuerza para batir al general Felipe de la Garza junto con el coronel Manuel Gómez Pedraza, quien llevaba el mando de la Huasteca. Durante la Rebelión de Márquez fue propuesto para integrar el Poder ejecutivo en un triunvirato al lado del general José Gabriel de Armijo y F. Noriega. Márquez se pronunció en San Luis Potosí en favor de la república federal, sin embargo su  pronunciamiento no tuvo las mayores consecuencias.  En 1833, tuvo que abandonar el país al ser promulgada la Ley del Caso la cual ordenaba el exilio a los opositores del régimen reformista de Valentín Gómez Farías, falleció ese mismo año el 28 de agosto de Cólera. 